# DUPAL-Anomalien
Die DUPAL-Anomalien sind geochemische Anomalien in den Blei-Isotopenverhältnissen von magmatischen Gesteinen. Die Anomalien sind am deutlichsten in Basaltgesteinen des Südatlantiks, zentralen Indiks und zentralen Westpazifiks ausgebildet. Sie sind ein eindeutiges Indiz für großmaßstabige Heterogenitäten und unvollendete Mischvorgänge im Erdmantel.

## Bezeichnung
Das Akronym DUPAL leitet sich von den französischen Geochemikern Bernard Dupré und Claude Allègre ab, den beiden Entdeckern der Anomalien in Basalten des Indischen Ozeans im Jahr 1983. Es ist eine Zusammenziehung der Abkürzung ihrer Familiennamen (Dup + Al). Das Akronym war ein Jahr später von Hart geprägt worden.

## Definition
Die beiden Anomalien sind wie folgt definiert:
```
Δ 7/4 = [(
207
Pb/
204
Pb)
DS
 - (
207
Pb/
204
Pb)
NHRL
] x 100 (1)
Δ 8/4 = [(
208
Pb/
204
Pb)
DS
 - (
208
Pb/
204
Pb)
NHRL
] x 100 (2)
```

wobei Δ 7/4 die Anomalie des Blei-Isotopenverhältnisses 207Pb/204Pb darstellt und Δ 8/4 die Anomalie von 208Pb/204Pb. Das Subskript DS bezieht sich auf den Datensatz der untersuchten Probe, das Subskript NHRL ist der Referenzdatensatz, mit dem die Probe verglichen wird. Die DUPAL-Anomalien werden außerdem von erhöhten Δ Sr-Werten begleitet, die ihrerseits wie folgt definiert sind:
```
ΔSr = [
87
Sr/
86
Sr – 0.7030] × 10
4
 (3)
```

Das Subskript NHRL leitet sich ab von engl. Northern Hemisphere Reference Line oder manchmal auch Northern Hemisphere Regression Line (Nordhemisphären-Referenzlinie bzw. Nordhemisphären-Regressionslinie). Die NHRL wird nun ihrerseits für die beiden Isotopenverhältnisse wie folgt definiert:
```
207
Pb/
204
Pb = 0,1084(
206
Pb/
204
Pb) + 13,491 (4)

208
Pb/
204
Pb = 1,2090(
206
Pb/
204
Pb) + 15,627 (5)
```

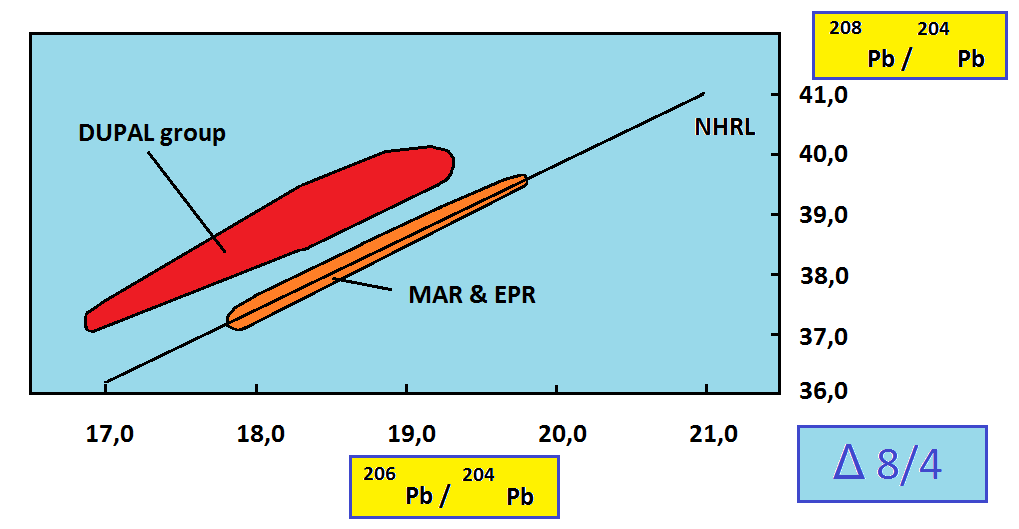
Δ 8/4-Diagramm mit Position der DUPAL-Gruppe im Vergleich zur NHRL und zu MORB-Basalten des Mittelatlantischen Rückens (MAR) und des Ostpazifischen Rückens (EPR)

Die beiden Anomalien Δ 7/4 und Δ 8/4 sind ein absolutes Maß, wie sehr sich untersuchte, magmatische Gesteine von der Referenzlinie bzw. Regressionslinie unterscheiden.
Auf der NHRL liegen die Datensätze von MORB-Basalten des Mittelatlantischen Rückens (MAR – Mid Atlantic Ridge), des Ostpazifischen Rückens (EPR – East Pacific Rise) sowie von ozeanischen Inselbasalten (OIB-Basalten) wie Hawaii, Island, Azoren, Kanarische Inseln und Kapverdische Inseln. Ihre DUPAL-Anomalien liegen definitionsgemäß bei Null.
Oberhalb der NHRL gelegene Datensätze sind positive, unterhalb gelegene Datensätze negative DUPAL-Anomalien.

### Beispiel
Nach Eintragen des Datensatzes im 207Pb/204Pb - 206Pb/204Pb-Diagramm bzw. im 208Pb/204Pb - 206Pb/204Pb-Diagramm werden die Werte auf der jeweiligen Abszisse abgelesen, der korrespondierende NHRL-Wert wird subtrahiert und das Ergebnis mit dem Faktor 100 multipliziert.
Die DUPAL-Anomalien können aber auch direkt anhand der oben angeführten Formeln berechnet werden. Als Beispiel mag der Datensatz eines Seamount-Basaltglases aus dem Südatlantik bei 26° 30' dienen (Datensatz von M. Regelous):
```
206
Pb/
204
Pb: 18,2411

207
Pb/
204
Pb: 15,5476

208
Pb/
204
Pb: 38,1807
```

Anhand von (5) wird zuerst der 208Pb/204Pb-Wert auf der NHRL berechnet und dann in (2) eingesetzt:
208Pb/204Pb = 1,209*18,2411 + 15,627 = 22,0535 + 15,627 = 37,6805
Δ 8/4 = [38,1807 - 37,6805]*100 = 0,5002*100 = 50,02
Der Seamount hat eine positive Δ 8/4-Anomalie von + 50,02. Für Δ 7/4 wird analog verfahren, es ergibt sich der Wert + 37,12.

## DUPAL-Gruppe
Ozeanische Gesteine der so genannten DUPAL-Gruppe haben positive DUPAL-Anomalien, die beispielsweise für das Verhältnis Δ 8/4 Werte bis zu + 141 annehmen können (wie der Ninety East Ridge auf Äquatorhöhe im Indik). Negative DUPAL-Anomalien sind wesentlich seltener und weniger deutlich ausgeprägt (siehe  Sankt Helena mit – 69).
Die positiven DUPAL-Anomalien bilden ein bei 30 bis 40° südlicher Breite gelegenes Band. Ihr Maximum erstreckt sich vom Mittelatlantischen Rücken in den zentralen Indik und in den westlichen Zentralpazifik. Zur DUPAL-Gruppe gehören im Südatlantik  Tristan da Cunha, Gough, der Discovery-Seamount, der Rio-Grande-Rücken, der Walfischrücken und die Paraná-Basalte/Etendeka-Basalte, im Indik Amsterdam, Saint-Paul, Crozet und Kerguelen sowie im Pazifik Rarotonga. Eine etwas undeutlichere Ausdehnung vom Südatlantik in Richtung Oceanographer Fracture Zone und Azoren kann ebenfalls ausgemacht werden.
Die DUPAL-Anomalien des Westpazifiks wurden 1989 von Castillo abgetrennt und als SOPITA-Anomalie (engl. South Pacific Isotope and Thermal Anomaly – Südpazifische Isotopen- und Wärmeanomalie) neu bezeichnet.
Neben diesen klassischen DUPAL-Vorkommen wurden mittlerweile DUPAL-Signaturen auch in magmatischen Gesteinen der Philippinischen Platte und Ostchinas, in Ophiolithen Taiwans, im Japanischen Meer, in Ostsibirien (miozäne Basalte im Ostsajan) und in der Arktis gefunden.

## Mischvorgänge
Die Datensätze von Gesteinen der DUPAL-Gruppe sind alle oberhalb der NHRL angesiedelt, entlang derer abgereicherte Asthenosphären-Magmen (engl. Depleted Mantle oder DM – manchmal auch Depleted Mantle Magma oder DMM) der ozeanischen Rücken zu liegen kommen. Die DUPAL-Gesteine haben sich demzufolge in ihren Isotopenverhältnissen von der DM-Komponente in Richtung angereicherter Magmen (engl. Enriched Mantle oder EM) hinbewegt. Dies kann in erster Näherung mit einem binären Mischvorgang erklärt werden. Datensätze aus dem Indischen Ozean legen nahe, dass noch eine zusätzliche Komponente – die so genannte Sankt-Helena-Komponente (SHC) – zugegen war, die unterhalb der NHRL liegt und sich durch recht hohe 206Pb/204Pb –Verhältnisse auszeichnet. Neuerdings werden darüber hinaus auch noch weitere Mischkomponenten ins Spiel gebracht, wie beispielsweise die Sedimentkomponenten EM I (pelagische Sedimente plus oberhalb der Subduktionszone liegender Mantel) und EM II (kontinentale Sedimente), HIMU (engl. high mu – rezyklierte ozeanische Kruste) und PREMA/FOZO (engl. prevalent mantle/focal zone – nicht angereicherte Untermantelkomponente).

## Geophysik

### Geoidanomalie
Es besteht eine sehr gute Korrelation zwischen dem DUPAL-Anomalienmuster und einer äquatorialen Aufbeulung des Geoids, welche gemäß Busse einer Auftriebszone des tieferen Erdmantels entspricht. Die DUPAL-Anomalie könnte somit möglicherweise die charakteristische Handschrift des tieferen Erdmantels tragen.

### Seismik
Der untere Mantel weist im Bereich der DUPAL-Anomalien eine verringerte Geschwindigkeit der seismischen P-Wellen auf (engl. Low Velocity Region – LVR), die im Südatlantik bis zu – 25 m/s und im äquatorialen Westpazifik bis zu – 30 m/s betragen kann. Da seismische Wellen sich in weniger dichten Medien langsamer ausbreiten ist er in diesen Bereichen folglich wesentlich wärmer, was auf ein eventuelles Aufwallen hindeutet. Die Low Velocity Region des unteren Mantels weist darüber hinaus eine sehr gute Korrelation mit marinen Hot-Spots auf, die mehrheitlich in diesem Bereich auftreten (Ausnahmen sind die Hot-Spots von Bermuda, Sankt-Helena und Tubuai).

## Entstehung
Die Entstehung der DUPAL-Anomalien ist nach wie vor umstritten. Es stehen sich generell zwei Erklärungsmuster gegenüber:
- Vom Erdinnern in Richtung Oberfläche gerichtete Auftriebsbewegungen thermischen Ursprungs[9]:
  - Diapirartiger Auftrieb von angereichertem Mantelmaterial
- Von der Oberfläche in die Tiefe verlaufende Absinkbewegungen:
  - Subduktion von ozeanischer Kruste und deren Sedimenthülle
  - Kontamination durch delaminierte, kontinentale Unterkruste[10]
  - Absinkender subkontinentaler Lithosphärenmantel

Das Auftriebsmodell besitzt mehrere Varianten, die sich auf den Ursprungsort der Diapire beziehen. Manche Autoren sehen ihn an der Kern-Mantel-Grenze (engl. core mantle boundary layer oder CMBL), andere an der 660-km-Diskontinuität zwischen Oberem und Unterem Erdmantel. Ein gleichzeitiges nebeneinander beider Auftriebssysteme wird ebenfalls für möglich gehalten.
Auch das Absinkmodell kennt mehrere Varianten. So geht beispielsweise das Krusten-Kontaminationsmodell von kontinentalem Rifting im Zusammenhang mit dem Zerfall Gondwanas aus, welches im Südatlantik vor 132 Millionen Jahren BP in der Unterkreide begann. Die dabei stattfindende Delamination der mafischen Unterkruste wurde vom oberen Mantel absorbiert und veränderte seine Isotopenverhältnisse in Richtung der DUPAL-Anomalien. Beispielsweise dokumentieren die beim Auseinanderbrechen von Südamerika und Afrika entstandenen Parana-Etendeka-Basalte sehr hohe DUPAL-Werte.
Manche Forscher halten auch einen das Isotopenverhältnis verändernden, außerirdischen Eintrag durch Meteoriten durchaus für möglich.